# Joyce Grenfell
Joyce Irene Grenfell (10 de febrero de 1910 – 30 de noviembre de 1979) fue una actriz, comediante y cantautora de nacionalidad británica.

## Inicios
Su verdadero nombre era Joyce Irene Phipps, y nació en Londres, Inglaterra. Sus padres eran el arquitecto Paul Phipps (1880–1953, nieto de Charles Paul Phipps y primo segundo de Ruth Draper) y la excéntrica estadounidense Nora Langhorne (1889–1955), hija de Chiswell Langhorne, un millonario americano dedicado al negocio ferroviario. Nancy Astor era hermana de su madre, y Grenfell la visitaba a menudo en su domicilio en Cliveden.
Joyce Phipps creció en un ambiente adinerado y privilegiado. Se crio en Londres y estudió en la Francis Holland School y en la Christian Science School de South Norwood, finalizando sus estudios en París donde acudió a la escuela de Mlle. Ozanne.  
En 1927 conoció a Reginald Pascoe Grenfell (1903–1993), con quien se casó dos años más tarde en la Iglesia de Santa Margarita (Westminster), permaneciendo la pareja unida hasta el fallecimiento de la actriz.   
Grenfell debutó como actriz teatral en 1939 en la Little Revue. En 1942 escribió la que sería su canción personal, "I'm Going to See You Today."

## Carrera
Durante la Segunda Guerra Mundial Grenfell viajó por el norte de África, el sur de Italia, Oriente Medio y la India con la pianista Viola Tunnard actuando para las tropas británicas. En 1989 se publicaron sus diarios de los años bélicos con el título The Time of My Life: Entertaining the Troops. Su talento para el canto y para el humor en los escenarios facilitó su entrada en el cine interpretando comedias. Aunque rodó numerosas películas, Grenfell continuó con su carrera musical, trabajando en la producción de diversos álbumes y libros.
Como guionista de la BBC durante la guerra y tras la misma, colaboró con Stephen Potter en el guion de la serie de programas satíricos "How", desde How to Talk to Children a How to Listen. En la década de 1950 se hizo conocida trabajando como compañera de actores cómicos como Alastair Sim y Margaret Rutherford en películas tales como The Happiest Days of Your Life (1950) o la serie cinematográfica St Trinian's. Además, entre 1960 y 1962 fue miembro del influyente Pilkington Committee on Broadcasting. Su fama alcanzó los Estados Unidos, por lo que actuó en el programa televisivo The Ed Sullivan Show junto a Elvis Presley.
Grenfell es actualmente más recordada por sus monólogos y sus espectáculos en solitario, con un humor que parecía ligero, pero que escondía siempre un matiz oscuro. En su momento consiguió una popularidad adicional por sus frecuentes actuaciones en el concurso de música clásica de la BBC Face the Music.
Gran parte de la música de los shows de Grenfell fueron resultado de su colaboración con los compositores y pianistas Richard Addinsell y William Blezard. Entre 1954 y 1974 Blezard compuso canciones de Grenfell y operetas bufas como Freda and Eric, y ambos actuaron en el teatro y en la televisión en el Reino Unido, Estados Unidos y Australia.

## Fallecimiento
En 1973 Grenfell sufrió una infección ocular, posteriormente diagnosticada como un cáncer, que hizo necesaria la extirpación del globo ocular y su sustitución por uno artificial. Tras la operación nadie, salvo sus más allegados, advirtió el defecto, y Grenfell siguió actuando e interviniendo en el programa Face The Music. Sin embargo, en 1979, poco después de sus bodas de oro, enfermó gravemente falleciendo un mes después en Londres. Sus restos fueron incinerados y las cenizas depositadas en el Crematorio de Golders Green.
Grenfell recibió el nombramiento de Oficial (OBE) del Imperio Británico en 1946. 

## Filmografía
- A Letter from Home (1941)
- The Lamp Still Burns (1943)
- The Demi-Paradise (1943)
- While the Sun Shines (1947)
- A Run for Your Money (1949)
- Poet's Pub (1949)
- Alicia en el país de las maravillas (1949)
- Stage Fright (1950)
- The Happiest Days of Your Life (1950)
- Laughter in Paradise (1951)
- The Galloping Major (1951)
- The Magic Box (1951)
- The Pickwick Papers (1952)
- The Million Pound Note (1953)
- Genevieve (1953)
- The Belles of St Trinian's (1954)
- Forbidden Cargo (1954)
- The Good Companions (1957)
- Blue Murder at St Trinian's (1957)
- Happy is the Bride (1958)
- The Pure Hell of St Trinian's (1960)
- The Old Dark House (1963)
- The Americanization of Emily (1964)
- The Yellow Rolls-Royce (1964)